# Clusia stenophylla
Clusia stenophylla  es una especie de planta con flor en la familia de las clusiáceas. Entre las especies nicaragüenses está más estrechamente relacionada con Clusia salvinii. Son llamativos el látex amarillo brillante y los largos pedúnculos verdes. Junto con otras especies relacionadas forman el grupo de Clusia multiflora, cuya sistemática es difícil y necesita mucho trabajo de campo. Las plantas con látex crema y hojas más pequeñas y más redondeadas podrían representar una especie distinta.

## Descripción
Son epífitas o árboles que alcanzan los 1–6 m de alto, con látex crema o amarillo brillante. Las hojas obovadas, de 8.5–20 cm de largo y 5.5–7.5 cm de ancho, el ápice obtuso a redondeado, con la base atenuada hasta una región peciolar, nervios laterales 3–4 por cm, nervio principal frecuentemente rojizo; área peciolar 1–1.5 cm de largo, alada. Las inflorescencias más o menos globosas, de 3–6 cm de largo, de numerosas flores; con yemas de 5–7 mm de diámetro; pétalos blancos; estambres numerosos, libres; ovario rodeado por 3–10 estaminodios inconspicuos y dentiformes, estigmas 5–7, elevados en estilos separados. Fruto ovoide a globoso, ca 2 cm de diámetro, verde.

## Distribución y hábitat
Especie común, se encuentra en las nebliselvas, en las zonas atlántica y norcentral; en alturas de 300–1300 metros; florece en enero–marzo, oct, fructifica en mar–may, sep; desde Guatemala a Ecuador.

## Taxonomía
Clusia stenophylla fue descrita por Paul Carpenter Standley y publicado en Publications of the Field Museum of Natural History, Botanical Series 4(8): 235. 1929.
Etimología
Clusia: nombre genérico otorgado en honor del botánico Carolus Clusius.
stenophylla: epíteto latíno que significa "con hojas estrechas".
Sinonimia
- Clusia conferta Standl.
- Clusia schippii Lundell[3]